# Завистовский, Владислав
Владислав Завистовский (пол. Władysław Zawistowski; род. 11 июня 1954, Гданьск, Польская Народная Республика) — польский поэт, драматург, литературный и театральный критик, переводчик, издатель, преподаватель творческого письма в Гданьском университете, сотрудник управления культуры Поморского воеводства. Лауреат премии имени Анджея Бурсы (1988) и премии города Гданьска в области культуры — «Splendor Gedanensis» (2004).

## Биография
Родился в Гданьске 11 июня 1954 года. Окончил филологический факультет Гданьского университета. Во второй половине 1970-х годов был членом литературной группы «Содружество» (пол. Wspólność ) и сторонником поэтического течения «Новая конфиденциальность» (пол. Nowa Prywatność). С 1977 по 1991 года служил директором Театра на набережной в Гданьске. С 1993 по 1996 был президентом в Гданьске отделения Ассоциации польских писателей.
Автор ряда поэтических сборников, пьес и романов, а также критических и публицистических статей для многочисленных польских периодических изданий, таких, как «Газета избирателя», «Жизнь Варшавы», «Политика».
Вместе с литературоведом Ежи Лимоном перевёл с английского языка на польский «Троила и Крессиду» и «Антония и Клеопатру» Шекспира и произведения других английских писателей XVI—XVII веков — Миддлтона, Мэссинджера, Четтла. Также вместе с Лимоном Завистовский основал Фонд Гданьский театр (пол. Theatrum Gedanense), который занимается организацией в Гданьске Шекспировского фестиваля. В 1992 году он также стал одним из основателей Ассоциации помощи аутистам.
Пьесы, сочинённые и переведённые Завистовским, были поставлены на сценах Театра на набережной в Гданьске, Камерного театра в Сопоте, Современного и Польского театров в Щецине, театра имени Юлиуша Словацкого в Кракове, Нового театра имени Тадеуша Лозницкого в Познани, Нового театра имени Казимежа Деймека в Лодзи такими режиссёрами, как Изабелла Цивиньская, Кшиштоф Бабицкий, Миколай Грабовский, Тадеуш Ничек, Рышард Майор, Марек Окопиньский.
В 1996—1998 годах, вместе с Анной Чеканович, Завистовский выступил автором серии передач «Улица Кветня» (пол. Ulica Kwietna) на радио Гданьска. Он также является автором ряда радиопостановок и телевизионных программ.
В настоящее время писатель возглавляет Департамент культуры при Маршалковском управлении Поморского воеводства. С 2018 года он входит в совет музея Гданьска.

## Сочинения
Поэзия
- «Или я» (пол. Czyli ja, 1976)
- «Горящие библиотеки» (пол. Płonące biblioteki, 1978)
- «Птица в сети  телетайпа» (пол. Ptak w sieci dalekopisu, 1980)
- «География» (пол. Geografia, 1983)
- «Добро пожаловать, осень» (пол. Powitanie jesieni, 1987)
- «Тёмное воскресенье. Избранные стихи и поэмы» (пол. Ciemna niedziela. Wiersze i poematy wybrane, 1993)

Драмы
- «Кит» (пол. Wieloryb, 1979)
- «Путешествие к краю карты» (пол. Podróż do krańca mapy, 1980—1996)
- «Высокий» (пол. Wysocki, 1983)
- «Отсюда в Америку» (пол. Stąd do Ameryki, 1988)
- «Фарс с ограниченной ответственностью» (пол. Farsa z ograniczoną odpowiedzialnością, 1993)
- «Когда-то был город» (пол. Było sobie kiedyś miasto, 1994)
- «Живой, Даниэль» (пол. Żyj, Danielu, 1996)
- «Закулисные истории» (пол. Historie zakulisowe, 1999)

Проза (под псевдонимом Витольд Бенго)
- «Очень длинный июнь» (пол. Bardzo długi czerwiec)
- «Сердце в клетке» (пол. Serce w klatce)
- «Звёзды падают в августе» (пол. Gwiazdy spadają w sierpniu)

Литературоведение
- «Кто есть кто в трилогии Генрика Сенкевича» (пол. Kto jest kim w „Trylogii” Henryka Sienkiewicza)